# 左堆 (六堆)
左堆，六堆之一，為朱一貴事件發生後到西元1895年的乙未戰爭之間存在於屏東平原的一自衛組織。

## 範圍

六堆分布圖，藍色部分為左堆。

在清治時期包含港東下里的下埔頭庄與港東中里的茄苳腳庄、葫爐尾庄、武丁潭庄、昌隆庄、石光見庄、新埤頭庄、建功庄、打鐵庄、南岸庄等。分別為日治時期佳冬庄轄下的下埔頭、佳冬、葫爐尾、武丁潭、昌隆、石光見與新埤庄轄下的新埤、建功、打鐵、南岸十個大字。

## 組織
每堆設總理與副總理各一名外，持旗之正副旗手二人、率隊之正副先鋒二人、專司聯絡的長幹一人、專司備糧事務的督糧一人。

## 轄庄演變

### 光緒年間
南岸庄、打鐵庄、新埤頭、茄冬腳、六根庄、干三庄、石公徑、下埔頭、半徑仔、倉籠庄、建功庄、沙崙等十二庄。

### 明治年間
六根、武丁、干三、打鐵、新埤頭、半嗂仔(半見)、見光、石光見、南岸、沙崙、下埔頭、昌良(隆)、上浦頭等十三庄。

### 昭和年間
南岸、打鐵、新埤頭、茄苳腳、石公徑、下埔頭、半徑子、昌隆、建功、餉潭、糞箕湖、胡蘆尾、塭仔等十三庄。